# Paul Jacobs (personage)
Paul Jacobs is een personage in de VTM-televisieserie Familie, gespeeld door Johan De Paepe. Het personage verdween eind 2012 uit de reeks.

## Overzicht
We leren Paul kennen als hoofd van de spoeddienst in het Algemeen Ziekenhuis. Hij wordt stagemeester van Leen Van den Bossche, die er haar doktersstudies wil afronden. Al snel beginnen de twee een relatie en hebben ze zelfs trouwplannen. Leen weet echter niet dat Paul met een seksverslaving kampt en haar voortdurend bedriegt. Zo begint hij zelfs een affaire met haar op dat moment gelukkig getrouwde halfzus Mieke. Zowel Leen, Mieke als de rest van de familie willen lange tijd niets meer met hem te maken hebben, totdat hij beslist zich te laten behandelen. Van de ene dag op de andere wordt hij in het ziekenhuis aan de kant geschoven en wordt de Nederlandse Victor Praet het nieuwe diensthoofd en begeleider van Leen. Aanvankelijk is Paul hier niet over te spreken, maar het feit dat hij hierdoor weer op een goede voet kan staan met de Van den Bossches maakt voor hem veel goed. Geregeld doen ze beroep op hem wanneer het niet goed gaat met iemands gezondheid.
In 2012 leert hij Nathalie De Bie, de nieuwe secretaresse van de VDB holding, kennen. Al snel worden ze verliefd op elkaar en beginnen een relatie. Deze loopt alweer stuk wanneer Nathalie hem bedriegt met haar ex-man Dirk Cockelaere. Ook rond diezelfde tijd komt William Faes, de boezemvriend van Paul, te overlijden. Het wordt Paul te veel en hij stort zich op medicijnen en alcohol. Uiteindelijk belandt hij na een allergische reactie in een coma. Enkele dagen later krijgt hij een hartstilstand en sterft.